# Northlake (Illinois)
Pour les articles homonymes, voir Northlake.
Northlake est une ville située dans le comté de Cook en proche banlieue de Chicago dans l'État de l'Illinois aux États-Unis.